# باشگاه ورزشی سان هی
باشگاه ورزشی سان هی یک باشگاه فوتبال حرفه‌ای در هنگ کنگ است که در حال حاضر در دسته دوم هنگ کنگ رقابت می‌کند. این باشگاه سابقه طولانی در بازی در لیگ برتر دارد، اما تصمیم گرفت در فصل ۲۰۱۳–۱۴ پس از رد حضور در لیگ برتر تازه تاسیس هنگ کنگ، سقوط کند.

## افتخارات
- لیگ دسته اول هنگ کنگ
  - ۴ قهرمانی
  - ۲ نایب قهرمانی
- لیگ دسته سوم هنگ کنگ
  - ۱ نایب قهرمانی
- چلنج کاپ هنگ کنگ
  - ۲ قهرمانی
  - ۵ نایب قهرمانی
- جام حذفی هنگ کنگ
  - ۳ قهرمانی
  - ۲ نایب قهرمانی
- جام اتحادیه هنگ کنگ
  - ۴ قهرمانی
  - ۱ نایب قهرمان